# Deo-Gratias Gbaguidi
Deo-Gratias Gbaguidi (* im 20. Jahrhundert) ist ein beninischer Fußballspieler. Seine Stammposition ist unbekannt.
Der Spieler bestritt mindestens in den Jahren 1992 und 1993 jeweils eine Partie für die beninische Fußballnationalmannschaft. Dabei handelte es sich um ein Auswärtsspiel in Äthiopien und ein Heimspiel gegen Tunesien, jeweils im Rahmen der Qualifikation zur Fußballweltmeisterschaft 1994. Dabei blieb Gbagduidi ohne Torerfolg.